# Hármasfalu (Ausztria)
Hármasfalu (korábbi nevén Podgoria, németül: Podgoria, horvátul: Podgorje) Bándol településrésze, egykor önálló község Ausztriában, Burgenland tartomány Felsőőri járásában.

## Fekvése
Rohonctól 16 km-re nyugatra a Kőszegi-hegység déli oldalán fekszik.

## Nevének eredete
Régebbi neve a szláv podgorje ('hegyalja') szóból származik, az újabb pedig arra utal, hogy három korábbi falu összeolvadásával jött létre.

## Története
A falu Alsó- és Felsőpodgoria, valamint Parapaticshegy egyesüléséből jött létre. 1906-ban a Podgoria nevet Hármasfalura magyarosították. Alsópodgoriát (Bošnjak Brig) a 17. században a környező falvakból betelepülő horvát telepesek alapították. Korábban csak a Geiger család lakta, innen származik német Geigermeierhof neve. A hegyek alatti Felsőpodgoria (Unterwald, Malo Podgorje) lakosait 1517 és 1547 között az Erdődy család telepítette be Boszniából. Parapaticshegyet (Parapatić Brig) a 16. század második felében a környékről betelepült horvátok alapították, nevét korábbi birtokosáról kapta. A 20. század elején Bándoltelepnek is nevezték.
Vályi András szerint " PODGORIA. Horvát falu Vas Vármegyében, földes Ura Gróf Erdődy Uraság, lakosai katolikusok, fekszik Bándolynak szomszédságában, mellynek filiája, határja középszerű."
Fényes Elek szerint " Alsó- és Felső-Podgorje, két egyesitett horvát falu, Vas vmegyében, a vörösvári uradalomban, 128 kath. lak."
Vas vármegye monográfiája szerint "Podgoria házainak száma 55, lélekszám 367, lakosai horvát- és német-ajkúak, vallásuk r. kath. Postája Bándoly, távírója Rohoncz."
"PARAPATICS. Falu Vas Vármegyében, földes Ura Gróf Erdődy Uraság, lakosai külömbfélék, fekszik Bándolynak szomszédságában, mellynek filiája, határja is hozzá hasonlító."
1910-ben 324, többségben horvát lakosa volt, jelentős német kisebbséggel. A trianoni békeszerződésig Vas vármegye Kőszegi járásához tartozott. 1921-ben Ausztria Burgenland tartományához csatolták. 1971-ben Bándol része lett.

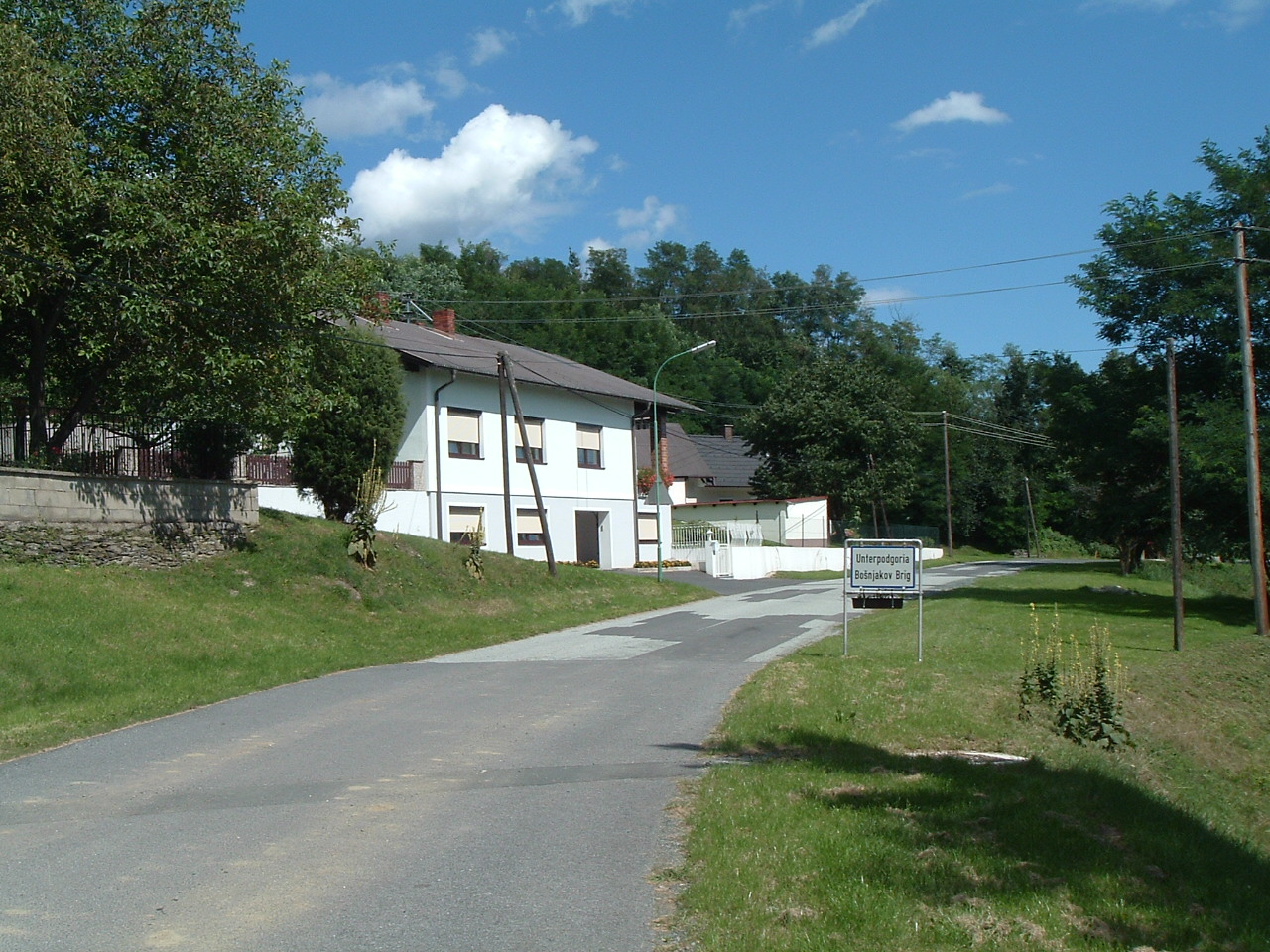
Alsópodgoria

## Külső hivatkozások
- Felsőpodgoria a dél-burgenlandi települések honlapján
- Alsópodgoria a dél-burgenlandi települések honlapján
- Parapaticshegy a dél-burgenlandi települések honlapján